# Masato Onodera
Masato Onodera (小野寺 正人, Onodera Masato), né le 10 septembre 1981 à Ichinoseki, préfecture d'Iwate)  est un catcheur japonais et un pratiquant de combat libre, connu sous son nom de ring de Yamato, qui est principalement connu pour son travail à la Dragon Gate.

## Carrière

### Dragon Gate

#### Début de carrière (2006–2008)
Lors de Supercard Of Honor II, il perd contre Claudio Castagnoli.

#### Heel Turn (2008–2009)
Lors de Battle of the Best, il bat Eddie Edwards.

#### Face Turn (2009–2013)
En décembre, il participe au Super J Cup 2009 de la NJPW. Après avoir battu AKIRA et Gedo, il perd en Demi-Finale contre Prince Devitt.
Lors de Compilation Gate 2010, il bat Naruki Doi et remporte l'Open the Dream Gate Championship.
Lors de Final Gate 2011, lui et Shingo Takagi perdent contre Blood Warriors (Akira Tozawa et BxB Hulk) et ne remportent pas les Open the Twin Gate Championship. Le 5 juin 2012, ils battent Keisuke Ishii et Kenny Omega.
Le 5 mai 2013, ils battent Mad Blankey (BxB Hulk et Uhaa Nation) et remportent les Open the Twin Gate Championship pour la troisième fois.

#### Mad Blankey et VerserK (2013–2016)
Le 15 juin, ils perdent les titres contre Mad Blankey (Akira Tozawa et BxB Hulk), quand il se retourne contre Shingo Takagi et rejoint Mad Blankey. Le 1er août, il devient le nouveau leader de Mad Blankey, lorsque le groupe se retourne contre Akira Tozawa. Le 23 août, il bat Shingo Takagi et remporte l'Open the Dream Gate Championship pour la deuxième fois. Le 6 octobre, il devient un double champion quand lui, BxB Hulk et Cyber Kong battent Monster Express (Shingo Takagi, Akira Tozawa et Masato Yoshino) pour remporter les vacants Open the Triangle Gate Championship. Le 10 octobre, il perd le Open the Dream Gate Championship contre Masato Yoshino. Le 5 décembre, lui, BxB Hulk et Cyber Kong perdent leur titres contre Millennials (Eita, Flamita et T-Hawk). Le 8 décembre, lui et Naruki Doi battent Millennials (Eita et T-Hawk) et remportent les Open the Twin Gate Championship. Le 22 décembre, ils perdent les titres contre Monster Express (Akira Tozawa et Shingo Takagi). Le 5 mai 2014, il bat Ricochet et remporte pour la troisième fois l'Open the Dream Gate Championship. Le 20 juillet, il perd le titre contre BxB Hulk. Lors de Final Gate 2014, lui et Cyber Kong battent Millennials (Eita et T-Hawk) et remportent les Open the Twin Gate Championship pour la deuxième fois. Le 1er mars 2015, ils perdent les titres contre Monster Express (Masato Yoshino et Shachihoko Boy).
Le 13 juin 2015, lui et Naruki Doi battent Monster Express (Masato Yoshino et Shachihoko Boy) et remportent les Open the Twin Gate Championship pour la deuxième fois. Le 20 juillet, ils conservent les titres contre Matt Sydal et Ricochet.
Le 16 août, Mad Blankey a été contraint de se dissoudre après avoir perdu un Five-On-Five Elimination Tag Team Match contre Jimmyz, après avoir été trahi par K-ness. Le 23 septembre, il forme un nouveau groupe nommée VerserK avec Cyber Kong, Kotoka, Mondai Ryu, Naruki Doi et Shingo Takagi.

#### Tribe Vanguard (2016–2019)
Lors du Hair Vs. Mask Steel Cage Survival Double Risk Six Way Match de Dead Or Alive 2016, les autres membres de VerserK se retournent contre lui, le virant du groupe et l’empêchant de s'échapper avant que Kzy ne vienne à son secours et empêche Kotoka de s'échapper avec Yosuke Santa Maria faisant de même. Shingo Takagi retourne cependant dans la cage pour l'attaquer davantage mais BxB Hulk fait son retour sur le ring pour faire fuir Shingo Takagi, lui permettant de s'échapper de la cage et de raser des cheveux de Kotoka pour un an.
Le 12 juin, il remporte le King of Gate 2016 en battant Big R Shimizu en finale. Le 24 juillet, il bat Shingo Takagi et remporte l'Open the Dream Gate Championship pour la quatrième fois. Lors de Dangerous Gate 2016, il conserve son titre contre Akira Tozawa. Lors de Final Gate 2016, il conserve son titre contre Naruki Doi. Lors de Kobe Pro-Wrestling Festival 2017, il conserve son titre contre T-Hawk. Lors de Dangerous Gate 2017, il perd le titre contre Masaaki Mochizuki. Lors de Gate Of Destiny 2017, lui, BxB Hulk et Kzy battent VerserK (Shingo Takagi, Takashi Yoshida et El Lindaman) et MaxiMuM (Masato Yoshino, Naruki Doi et Kotoka) et remportent les Open the Triangle Gate Championship.
Le 22 juillet, lui et BxB Hulk battent MaxiMuM (Big R Shimizu et Ben-K) et remportent les Open the Twin Gate Championship,. Lors de Dangerous Gate 2018, ils conservent les titres contre Masaaki Mochizuki et Shun Skywalker.
Le 28 avril, lui et Kai battent R.E.D (Big R Shimizu et Ben-K) et remportent les Open the Twin Gate Championship. Lors de Kobe Pro-Wrestling Festival 2019, ils perdent les titres contre R.E.D (Eita et Big R Shimizu) dans un Triple Threat Elimination Match qui comprenaient également Kaito Ishida et Naruki Doi.

### Dragon Gate et Guerre des Générations (2019-2020)
Lors de Final Gate 2019, lui et BxB Hulk battent R.E.D (Eita et Big R Shimizu) et remportent les Open the Twin Gate Championship pour la deuxième fois. Le 18 décembre, Hulk se retourne contre lui pour rejoindre R.E.D, se révélant être le démon masqué rouge et lui reproche d'avoir inviter Kai à rejoindre Tribe Vanguard alors qu'il était blessé et que Kai avait également une blessure au cou, ce qui le conduit à voler les Open the Twin Gate Championship.

### Dragon Gate USA (2009-2012)

#### Kamikaze USA (2009–2011)
Lors de Mercury Rising 2010, il conserve son nouvellement gagné Open the Dream Gate Championship contre Susumu Yokosuka et forme le groupe Kamikaze USA avec Shingo Takagi et Jon Moxley.
Lors de Untouchable 2010, il perd contre le catcheur de la WWE, Bryan Danielson. Lors de United: NYC, il bat BxB Hulk et remporte le Open the Freedom Gate Championship. Lors de Mercury Rising 2011, il conserve son titre contre Austin Aries. Lors de Open The Ultimate Gate 2011, il conserve son titre contre son ancien partenaire de Kamikaze USA, Akira Tozawa.

#### Junction Three (2011–2012)
Lors de Fearless 2011, il unit ses forces avec celles de Akira Tozawa mais ils perdent contre ses partenaires de Junction Three, Masato Yoshino et PAC et ne remportent pas les Open The United Gate Championship. Lors de Enter the Dragon 2011, il conserve son titre contre PAC.
Lors de Bushido 2011: Code Of The Warrior, il conserve son titre contre Chuck Taylor. Lors de Freedom Fight 2011, il perd le titre contre Johnny Gargano.

## Palmarès

### En arts martiaux mixtes
| 2 combats      | 0 victoires | 2 défaites |
| Par KO         | 0           | 1          |
| Par soumission | 0           | 0          |
| Sur décision   | 0           | 1          |

| Résultat | Record | Adversaire         | Méthode             | Événement          | Date            | Round | Temps | Lieu  | Notes |
| -------- | ------ | ------------------ | ------------------- | ------------------ | --------------- | ----- | ----- | ----- | ----- |
| Défaite  | 0-2    | Kazuya Hirose      | Décision unanime    | Pancrase - Brave 9 | 12 octobre 2004 | 2     | 5:00  | Tokyo |       |
| Défaite  | 0-1    | Motokazu Kobayashi | KO (coups de poing) | Pancrase - Brave 5 | 28 mai 2004     | 2     | 0:08  | Tokyo |       |

### En catch
- Dragon Gate
  - 5 fois Open the Dream Gate Championship (actuel)
  - 5 fois Open the Triangle Gate Championship  avec Gamma et Shingo Takagi (1), Yasushi Kanda et Gamma (1), Gamma et Masato Yoshino (1), BxB Hulk et Cyber Kong (1) et BxB Hulk et Kzy (1)
  - 10 fois Open the Twin Gate Championship avec Cyber Kong (2), Shingo Takagi (3), Naruki Doi (2), BxB Hulk (2) et Kai (1)
  - King of Gate (2016)
  - Summer Adventure Tag League (2009) avec Shingo Takagi
  - Dragon Gate Nex-1 (2007)

- Dragon Gate USA
  - 1 fois Open the Freedom Gate Championship

### Résultats des matchs à enjeu (Luchas de apuestas)
| # | Vainqueur (enjeu)         | Perdant (enjeu)     | Date            | Lieu         | Notes |
| - | ------------------------- | ------------------- | --------------- | ------------ | --- |
| 1 | Cyber Kong (masque)       | YAMATO (cheveux)    | 16 octobre 2011 | Osaka, Japon | Au cours de Gate of Destiny 2011 dans un Steel Cage Match qui comprenaient également Akira Tozawa, BxB Hulk, KAGETORA et Shingo Takagi.     |
| 2 | YAMATO (cheveux)          | Kotoka (cheveux)    | 5 mai 2016      | Osaka, Japon | Au cours de Dead or Alive 2016 dans un Steel Cage Match qui comprenaient également Cyber Kong, Naoki Tanizaki, Naruki Doi et Shingo Takagi. |
| 3 | YAMATO (cheveux et titre) | Cyber Kong (masque) | 5 mai 2017      | Aichi, Japon | Au cours de Dead or Alive 2017 dans un Steel Cage Match qui comprenaient également Naruki Doi, BxB Hulk et Shingo Takagi.                   |

## Récompenses des magazines
- Pro Wrestling Illustrated

| Année | 2010 | 2011 | 2012 | 2013 à 2015 | 2016 | 2017 | 2018 | 2019 | 2020 à 2021 | 2022 | 2023 | 2024 |
| ----- | ---- | ---- | ---- | ----------- | ---- | ---- | ---- | ---- | ----------- | ---- | ---- | ---- |
| Rang  | 273  | 98   | 79   | Non classé  | 181  | 47   | 285  | 250  | Non classé  | 107  | 354  | 91   |